# Риверо, Мария Инес
Мари́я Ине́с Риве́ро (исп. María Inés Rivero) — аргентинская фотомодель. Родилась 7 июня 1975 года в Кордове, Аргентина, проживает в Нью-Йорке.
Её модельный дебют состоялся в 14 лет, когда она начала участвовать в местных небольших показах мод. Представитель известного модельного агентства заметил Инес, когда ей было 16 лет, и год спустя она стала победительницей Elite «Elite Model Look» в Аргентине.
В 19 лет Инес переехала в Париж.
Инес представляла такие марки, как «Badgley Mischka», «Bourjoise», «Chanel», «Fendi», «Giorgio Armani», «H&M», «H-I-S Jeans», «John Galliano», «Valentino», « Lanvin», «Alexander McQueen», «Carolina Herrera», «Christian Dior», «Christian Lacroix» и «Vera Wang».
Её лицо появлялось на обложках журналов ELLE, Glamour и Vogue, и Инес была выбрана в качестве одного из «Ангелов» Victoria's Secret.
Покинув модельный бизнес, Мария Инес записала музыкальный альбом «Hasta Siempre», который включал сингл о знаменитом аргентинце Че Гевара, ставший хитом в Аргентине. В 1998 году Энрике Иглесиас пригласил Инес сняться в клипе «Esperanza».
Инес также исполнила эпизодическую роль в фильме «Дьявол носит Prada».
Недолго была замужем за французским артистом Алесом Беззевилем, с которым рассталась в 1998 году, и сейчас Инес замужем за кубинским финансистом Хорхе Мора. В 2001 году у пары появился ребёнок.